# STS-133
إس تي إس-133 (بالإنجليزية: STS-133)‏ الرحلة الثالثة والثلاثون بعد المائة ضمن برنامج مكوك الفضاء لوكالة ناسا، والرحلة التاسعة والثلاثون والأخيرة لمكوك الفضاء ديسكفري، انطلقت الرحلة في 24 فبراير سنة 2011 من مركز كينيدي للفضاء ، وهبطت بتاريخ 9 مارس في مركز كينيدي أيضاً، بعد اثنى عشر يوماً و19 ساعة مكثتها الرحلة في الفضاء، تم خلال الرحلة الرسو على محطة الفضاء الدولية ونقل امدادات وعناصر لوحدة ليوناردو وتجميعها بالاستعانة برجل آلي، وإجراء عمليات سير في الفضاء، بلغ عدد الرواد المشاركين في الرحلة ستة رواد.

## معرض صور

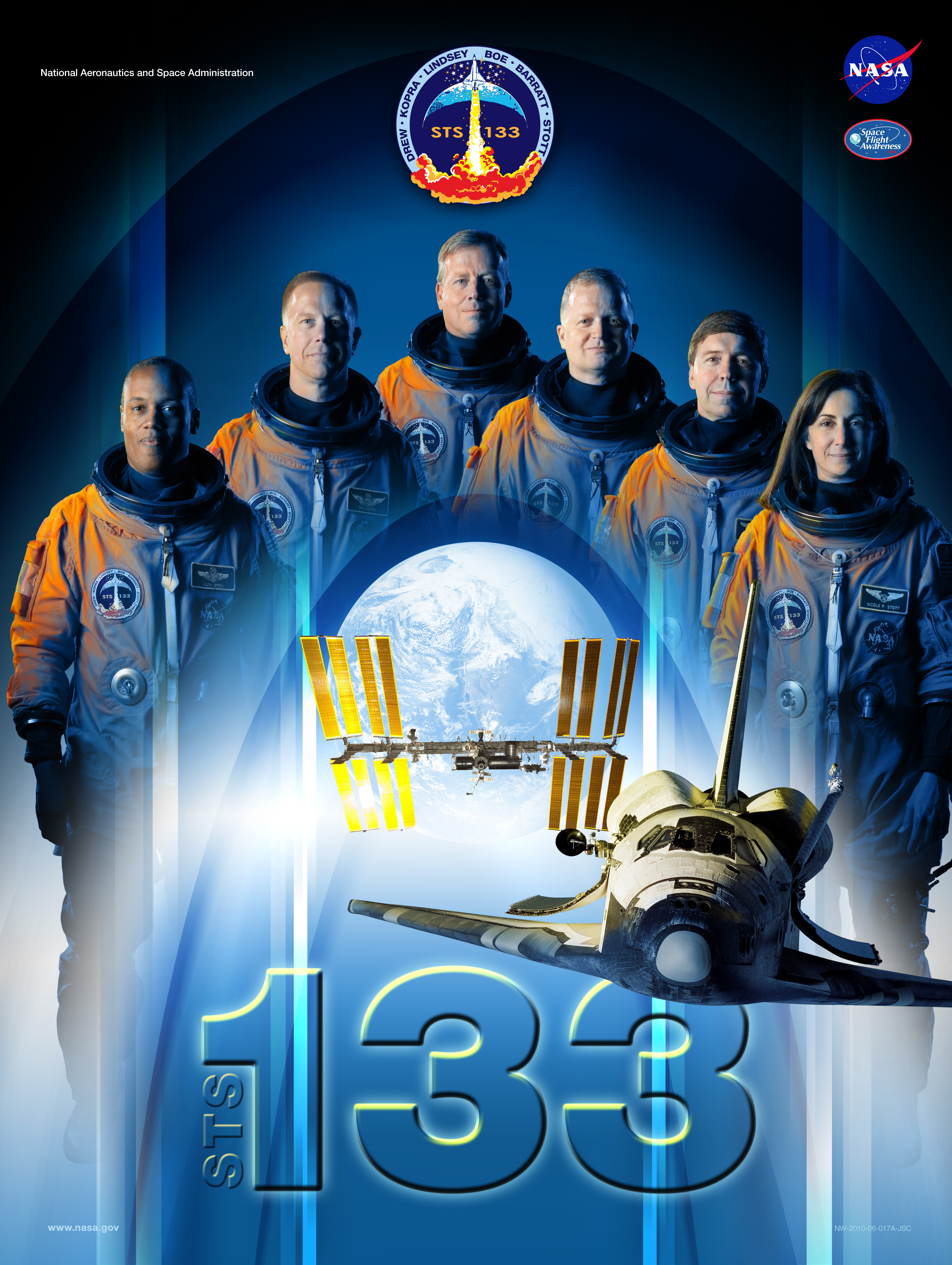
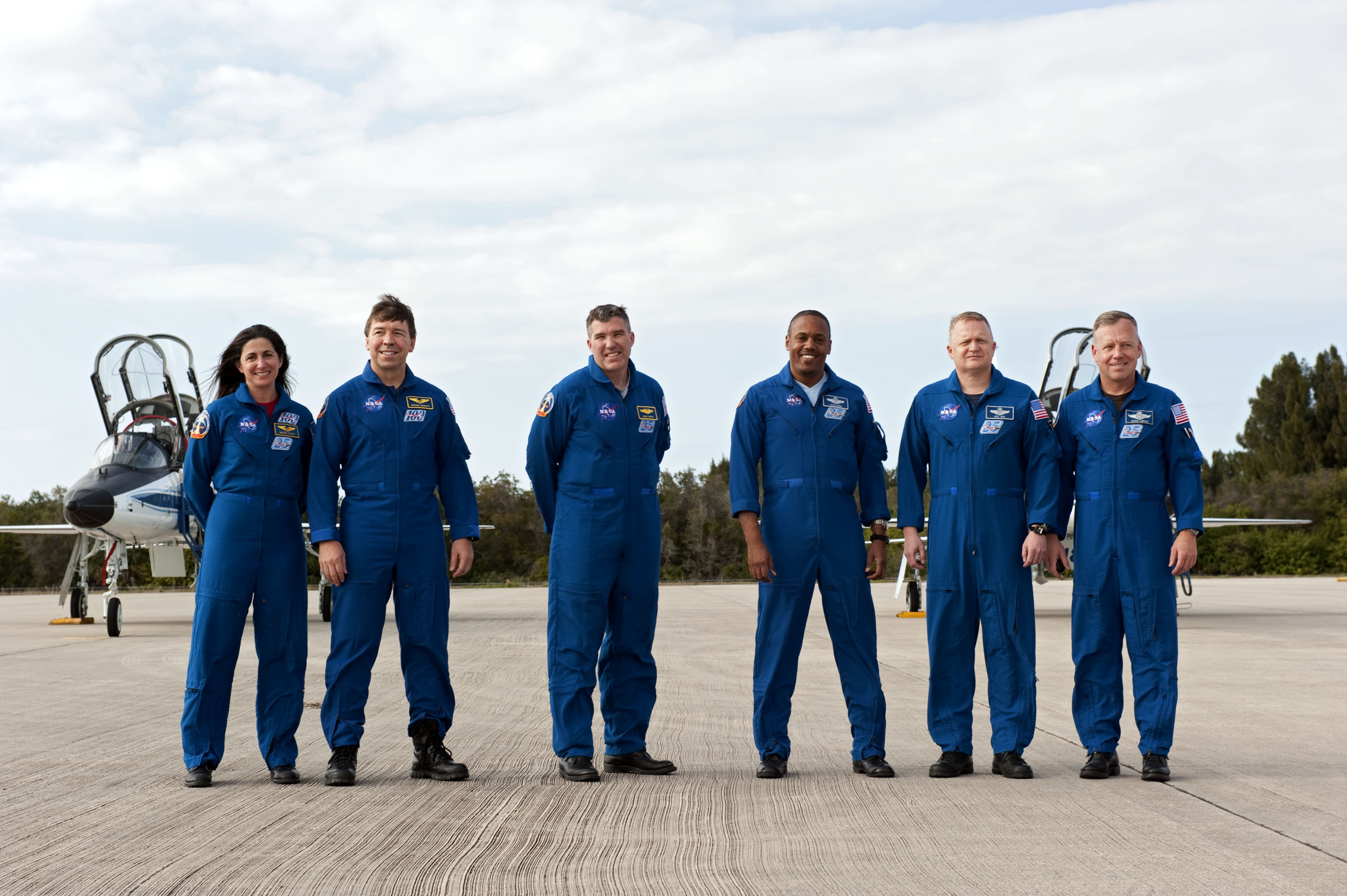
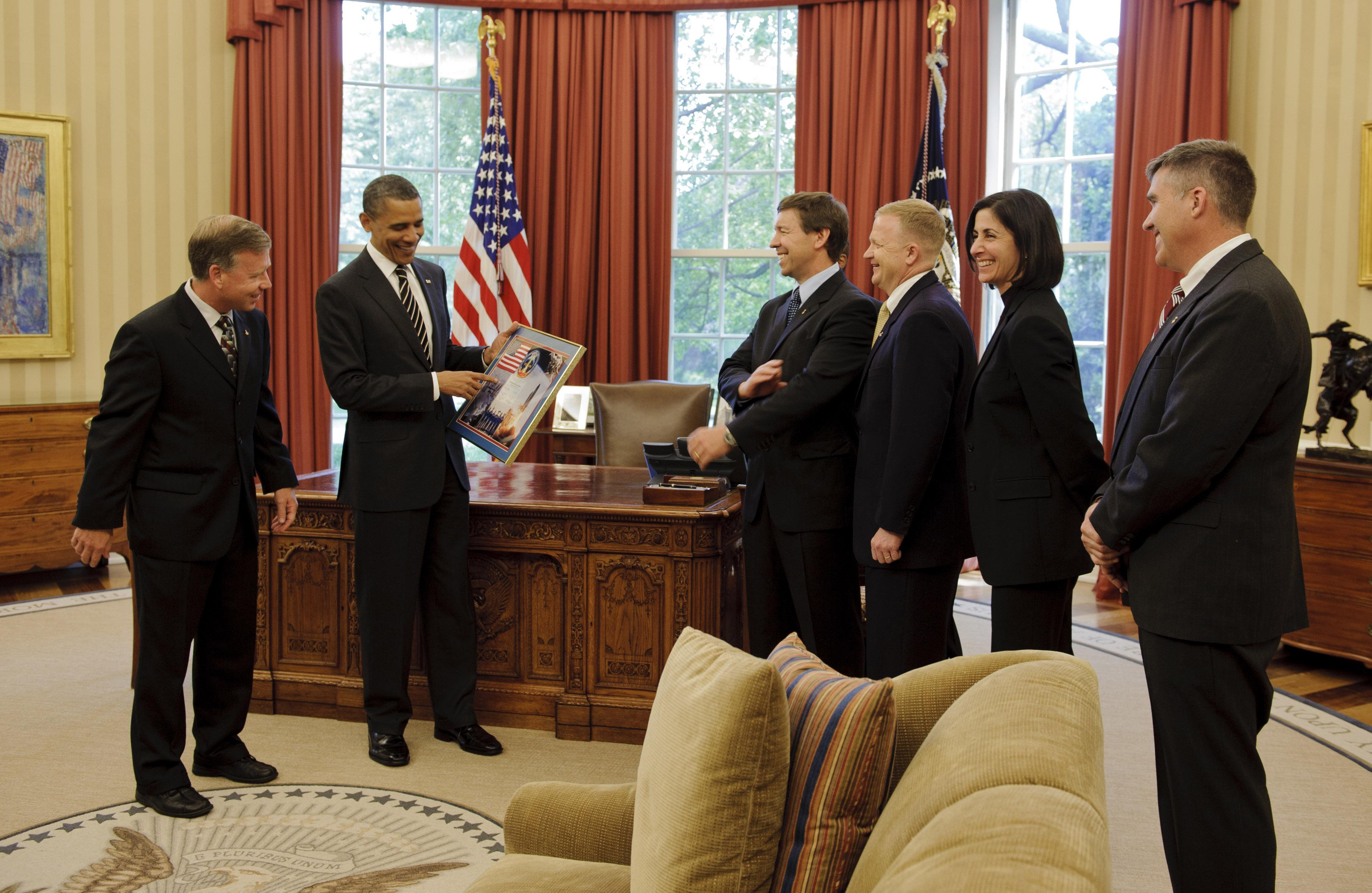